# Ка Ренцо (Римини)
Ка Ренцо је насеље у Италији у округу Римини, региону Емилија-Ромања.
Према процени из 2011. у насељу је живело 27 становника. Насеље се налази на надморској висини од 128 м.